# Plan B Entertainment
Plan B Entertainment, Inc. lub po prostu Plan B – amerykańskie przedsiębiorstwo zajmujące się produkcją filmową i telewizyjną, założone w 2001 przez Brada Greya, Brada Pitta i Jennifer Aniston, znane z produkowania takich hitów jak m.in. Infiltracja,  Zniewolony i Moonlight, które zdobyły Oscara za najlepszy film.
W 2005, po tym, jak Pitt rozwiódł się z Aniston, Grey został mianowany dyrektorem generalnym wytwórni Paramount Pictures, natomiast Pitt został jedynym właścicielem przedsiębiorstwa Plan B.